# راي بيشوب
راي بيشوب (بالإنجليزية: Ray Bishop)‏ (24 نوفمبر 1955 في المملكة المتحدة - ) هو لاعب كرة قدم بريطاني في مركز الهجوم. لعب مع كارديف سيتي ونيوبورت كونتي ونادي تشيلتنهام تاون لكرة القدم.

## وصلات خارجية
- راي بيشوب على موقع قاعدة بيانات كرة القدم.إي يو (الإنجليزية)